# Michail Osipovič Mikešin
Michail Osipovič Mikešin (in russo Михаил Осипович Микешин?; Governatorato di Smolensk, 9 febbraio 1835 – San Pietroburgo, 19 gennaio 1896) è stato uno scultore e artista russo.
Michail Mikešin è noto per aver lavorato per la famiglia Romanov e per aver progettato una serie di statue situate nelle principali città dell'Impero russo, come uno dei principali monumenti a Kiev, quello a Bohdan Chmel'nyc'kyj.
Ha ricevuto la grande medaglia d'oro dell'accademia delle arti imperiali.